# Jamník (Žilina)
|  | No s'ha de confondre amb Jamník (Košice). |

Jamník és un poble i municipi d'Eslovàquia que es troba a la regió de Žilina, al centre-nord del país.

## Història
La primera menció escrita de la vila es remunta al 1346.

## Demografia
| Godina             | 1994 | 2004    | 2014   | 2024   |
| ------------------ | ---- | ------- | ------ | ------ |
| Nombre de persones | 372  | 424     | 459    | 462    |
| Diferència         |      | +13,97% | +8,25% | +0,65% |

| Godina             | 2023 | 2024   |
| ------------------ | ---- | ------ |
| Nombre de persones | 465  | 462    |
| Diferència         |      | −0,64% |